# Salamá (ort i Honduras, Departamento de Colón)
Salamá är en ort i Honduras.   Den ligger i departementet Departamento de Colón, i den centrala delen av landet, 230 km nordost om huvudstaden Tegucigalpa. Salamá ligger 25 meter över havet och antalet invånare är 1 737.
Terrängen runt Salamá är platt norrut, men söderut är den kuperad. Runt Salamá är det ganska tätbefolkat, med 56 invånare per kvadratkilometer. Närmaste större samhälle är Tocoa, 8,2 km söder om Salamá. Omgivningarna runt Salamá är en mosaik av jordbruksmark och naturlig växtlighet.